# جکلین اندرسون
جکلین اندرسون (انگلیسی: Jacqueline Anderson؛ زادهٔ ۴ مارس ۱۹۷۵) یک هنرپیشه اهل ایالات متحده آمریکا است.
او در فیلم بررسی رابطه جنسی بازی کرده است.